# Alkersdorf (Gemeinde Hernstein)
Alkersdorf (früher möglicherweise Arnoldsdorf) ist eine Ortschaft in der Marktgemeinde Hernstein in Niederösterreich mit 55 Einwohnern (Stand 1. Jänner 2024).

## Geografie
Alkersdorf befindet sich südwestlich von Hernstein. Es wird von manchen mit dem um 1500 verödeten Arnoldsdorf gleichgesetzt (das andere jedoch mit Aigen (Gemeinde Hernstein) in Verbindung bringen).

## Geschichte
Um 1835 bestand der Ort aus sieben Häusern. Da die Gegend sehr holzreich ist, war früher der Haupterwerb der Einwohner der Verkauf von Holz und Holzkohle. Im Jahr 1822 wurde der Ort als Dorf mit sieben Häusern erwähnt, das nach Hernstein eingepfarrt war und wohin auch die Kinder eingeschult wurden. Die Herrschaft Hernstein besaß die Ortsobrigkeit und besorgte die Konskription. Die Herrschaft Gainfarn übte die Landgerichtsbarkeit aus. Im Jahr 1938 war laut Adressbuch von Österreich in Alkersdorf die Gutsverwaltung Hernstein als landwirtschaftlicher Betrieb tätig.
Mit 1. März 2022 erhielt die Marktgemeinde Hernstein, zu der die Ortschaft Alkersdorf zählt, die Postleitzahl 2561, zuvor teilte man sich die Postleitzahl 2560 mit dem benachbarten Berndorf.